# De tong van de wet
De tong van de wet is een Nederlandse televisiefilm, uitgezonden op 25 december 1988 door de VPRO.

## Verhaal
De film vertelt het verhaal van kinderrechter Diederik Prijs die een voorvechter is van het Nederlands strafrechtsysteem en de jongeren in de maatschappij steeds meer en meer ziet afdwalen naar het criminele pad. 

## Rolverdeling
| Acteur              | Personage            | Beschrijving             |
| ------------------- | -------------------- | ------------------------ |
| Theo Pont           | Diederik Prijs       | Kinderrechter            |
| Mirjam Citroen      | Salomé Pons          | Recidiverende delinquent |
| Frans Vorstman      | Marius Groot Lofliet | Procureur-generaal       |
| Carol van Herwijnen |                      | Officier van justitie    |
| Leonoor Pauw        |                      | Unithoofd                |
| Judy Doorman        |                      | Griffier                 |
| Rik Launspach       |                      | Bode                     |
| Judith Broking      |                      | Raadsvrouw               |
| Pierre Bokma        |                      | Ambtenaar                |
| Wigbolt Kruyver     |                      | Ambtenaar                |
| Bert Bunschoten     |                      | Ambtenaar                |
| Johan Timmers       |                      | Advocaat                 |
| Hicham El Ouatki    |                      | Marokkaanse jongen       |
| Anja Overheid       |                      | Moeder                   |
| Rik Swibben         | Stefan               | Jeugddelinquent          |
| Patrick Verbaan     | Philip               | Jeugddelinquent          |